# Gerhard Strindlund

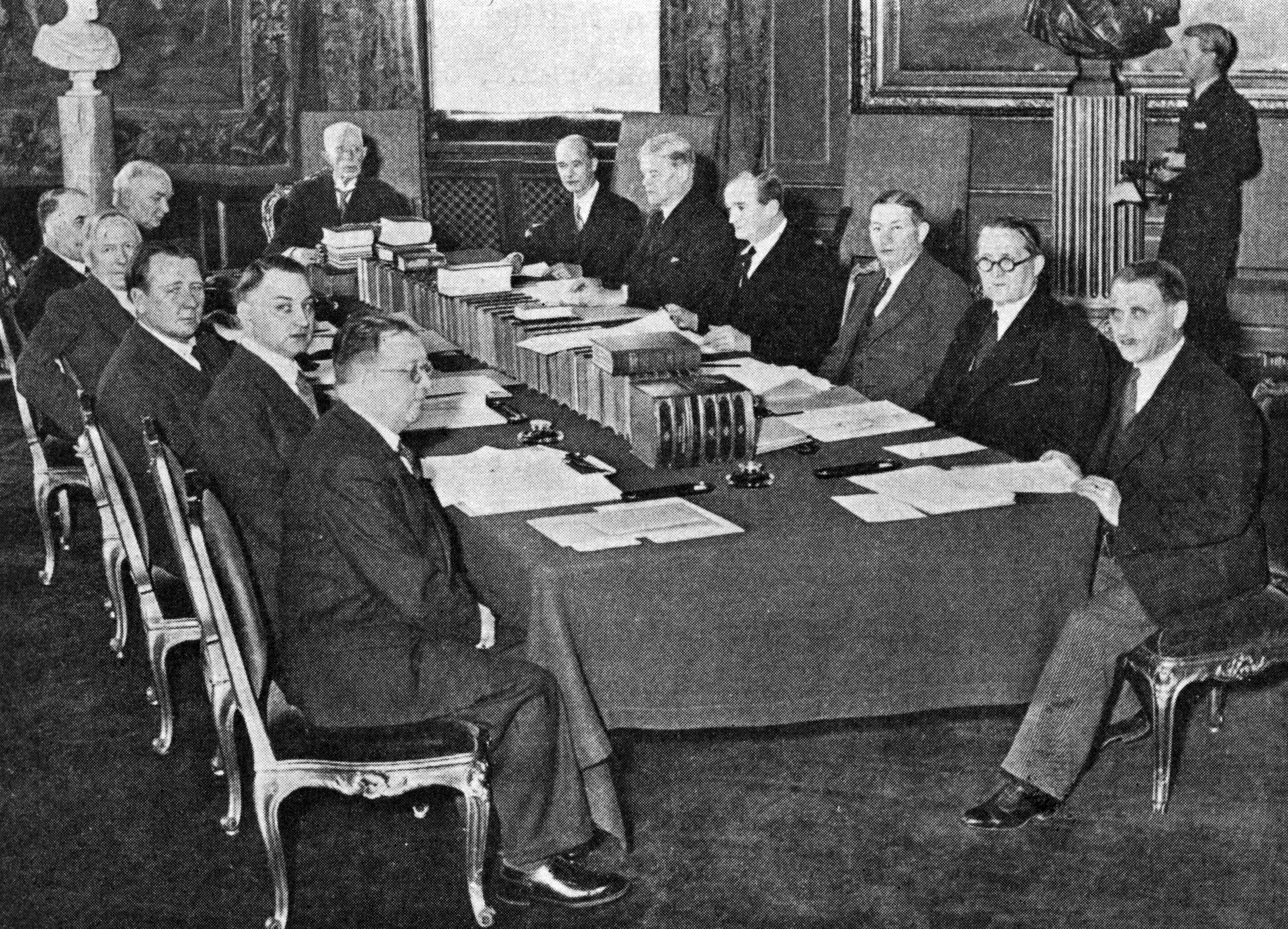
Konselj med Per Albin Hanssons ministär, 1938. Gerhard Strindlund sitter längst till höger på bilden.

Gerhard Strindlund (i riksdagen kallad Strindlund i Skedom), född 24 september 1890 i Sollefteå, Västernorrlands län, död 10 oktober 1957 i Essinge församling, Stockholm var ett svenskt statsråd och riksdagsledamot (Bf).
Strindlund var riksdagsledamot i andra kammaren 1921–1941 och som sådan suppleant i statsutskottet 1925–1930 samt ordinarie ledamot av samma utskott 1931–1938 och 1941.
Statsråd och chef för Socialdepartementet i regeringen Pehrsson-Bramstorp juni–september 1936.
Statsråd och chef för Kommunikationsdepartementet i regeringen Hansson II dec. 1938–dec. 1939.
Överdirektör och chef för Skogsstyrelsen 1941–1954.
Gerhard Strindlund togs i anspråk för ett flertal utredningsarbeten:
- Ledamot av 1933 års skogsindustrisakkunniga,
- Ledamot av 1934 års industrisakkunniga,
- Ledamot av 1936 års skogsutredning
- Ledamot av 1938 års jordbruksutredning
- Ledamot av Norrlandskommittén 1944–1949.
- Ledamot och ordförande av Statens vednämnd 1940
- Ledamot av Statens arbetsmarknadskommission 1940–1941
- Ledamot av Statens bränslekommission 1940–1941
- Ledamot av Centrala krigskonjunkturskattenämnden 1941–1948.
- Ordförande i Svenska jordbrukskreditkassan 1936–1938.
- Ledamot av Järnvägsrådet (ordförande från 1946)
- Ledamot av styrelsen för Skogshögskolan
- Ledamot av styrelsen för Statens skogsforskningsinstitut 1942-
- Ledamot av Svenska Träforskningsinstitutet 1942-

Efter avslutad skolgång praktiserade Strindlund jordbruk och var 1906–1908 elev vid Hola lantmannaskola, varefter han 1908–1909 fortsatte sina lantbruksstudier i Danmark.
Han köpte 1912 en mindre gård i Graninge församling, varifrån han 1917 överflyttade till Skedom i Multrå församling, där han förvärvat ett jordbruk helt nära Ångermanälven. I Multrå erhöll han åtskilliga kommunala uppdrag, vilka han dock sedermera lämnade.
Gerhard Strindlund anslöt sig tidigt till Bondeförbundet och var mycket verksam i agitation- och organisationsarbetet. 
Han har spelat en betydande politisk roll, bl.a. som en av initiativtagarna till krisuppgörelsen mellan Bondeförbundet och Socialdemokraterna 1933.
Hans mångåriga arbete i statsutskottets tredje avdelning hade gett honom den auktoritet i socialpolitiska frågor, som bidrog till hans utnämning till socialminister.
Även för den lägre lantbruksundervisningen gjorde Gerhard Strindlund en betydelsefull insats.
Gift 1912 med Kristin Nordling.